# Crambus coryolanus
Crambus coryolanus là một loài bướm đêm trong họ Crambidae.